# Compactificació (matemàtiques)

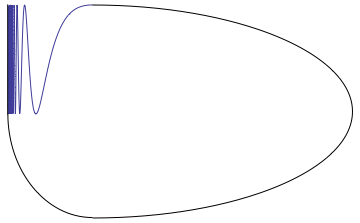
El «cercle polonès» o «cercle de Varsòvia». Compactificació al pla de la gràfica de sin(1/x) sobre l'interval (0,2/π

En el camp matemàtic de la topologia, la compactificació és el procés o resultat de fer que un espai topològic esdevingui un espai compacte. Un espai compacte és un espai en el qual tot recobriment obert de l'espai conté un subrecobriment finit. Hi ha diversos mètodes de compactificació, però tots tenen en comú que, o bé controlen d'alguna manera que els punts vagin a l'infinit (mitjançant l'addició de punts a l'infinit), o bé prevenen que els punts vagin a l'infinit.

## Exemple

Dues construccions de la recta real estesa: a dalt, afegint dos punts, +∞ i -∞; a baix, afegint un punt, ∞

Considerem la recta real amb la topologia ordinària. Aquest espai no és compacte; en un cert sentit, els punts de la recta poden arribar a l'infinit cap a l'esquerra o cap a la dreta. És possible convertir la recta real en un espai compacte si hom afegeix un "punt a l'infinit", que es pot simbolitzar per ∞. Es pot pensar que la compactificació és una circumferència (que és compacta, ja que és tancada i fitada com a subconjunt del pla euclidià. Tota successió que tendeixi a l'infinit convergeix cap a ∞ en aquesta compactificació.
Intuïtivament, es pot il·lustrar el procés de la següent forma: primer, reduïm la recta real a l'interval obert (-π,π) sobre l'eix de les x; després, dobleguem els extrems d'aquest interval cap amunt (en el sentit positiu de l'eix de les y), i movem els extrems l'un cap a l'altre, fins a obtenir una circumferència a la qual li falta un punt. Aquest punt és el nou punt ∞ "a l'infinit"; si l'afegix, obtenim la circumferència completa, que és compacta.
Més formalment, representem un punt de la circumferència unitat mitjançant el seu angle, en radians, amb un valor entre -π i π. Identifiquem tot punt θ de la circumferència amb el seu corresponent punt a la recta real mitjançant l'expressió tan (θ/2). Aquesta funció no està definida al punt π, ja que tan(π/2) és indefinida; identifiquem aquest punt amb el punt ∞.
Com que la funció tangent i la seva inversa són contínues, aquesta funció que identifica la circumferència unitat amb la recta real és un homeomorfisme. El que hem construït s'anomena compactificació d'Alexandroff (o compactificació d'un punt) de la recta real. També és possible compactificar la recta real mitjançant l'addició de dos punts, +∞ i -∞; així s'obté la recta real estesa.

## Definició
Hom diu que un embedding d'un espai topològic X com a subconjunt dens d'un espai compacte és una compactificació de X. De vegades és útil submergir els espais topològics en espais compactes, a causa de les propietats especials dels espais compactes.
Els embeddings dins d'espais de Hausdorff són d'especial interès. Com que tot espai de Hausdorff compacte és un espai de Tychonoff, i tot subespai d'un espai de Tychonoff és també de Tychonoff, hom pot concloure que tot espai amb una compactificació Hausdorff ha de ser un espai de Tychonoff. De fet, el recíproc també és cert: el fet que un espai sigui de Tychonoff és una condició necessària i suficient perquè tingui una compactificació Hausdorff.
El fet que algunes classes àmplies i interessants d'espais no compactes admetin alguna mena de compactificació fa que, en topologia, el procés de compactificació sigui una tècnica emprada sovint.

### Compactificació d'Alexandroff (o d'un punt)
Donat un espai topològic X, la compactificació d'Alexandroff (o compactificació d'un punt) αX de X s'obté afegint un punt ∞ (anomenat punt de l'infinit), i definint els conjunts oberts del nou espai com els conjunts oberts de X juntament amb els conjunts de la forma G ∪ {∞}, on G és un subconjunt obert de X tal que X \ G és tancat i compacte. La compactificació d'Alexandroff de X és un espai de Hausdorff si i només si X és Hausdorff i localment compacte.

### Compactificació de Stone-Čech
Les compactificacions Hausdorff són d'especial interés (és a dir, les compactificacions on l'espai compacte és Hausdorff). Un espai topològic admet una compactificació Hausdorff si i només si és un espai de Tychonoff. En tal cas, existeix una única (llevat d'homeomorfisme) compactificació Hausdorff "general", la compactificació de Stone-Čech de X, simbolitzada per βX; formalment, això representa la categoria d'espais Compactes Hausdorff i funcions contínues com una subcategoria reflectiva de la categoria d'espais Tychonoff i funcions contínues.
"General", o més formalment, "reflectiva" significa que l'espai βX està caracteritzat per la propietat universal de què qualsevol funció contínua entre X i un espai Hausdorff compacte K es pot estendre unívocament a una funció contínua entre βX i K. En concret, βX és un espai Hausdorff compacte que conté X tal que la topologia induïda sobre X per βX és la mateixa que topologia donada sobre X, i per a qualsevol funció contínua f:X → K, on K és un espai Hausdorff compacte, existeix una única funció contínua g:βX → K tal que g restringida a X és exactament f.
Es pot construir explícitament la compactificació de Stone-Čech de la següent manera: sigui C el conjunt de funcions contínues de X en l'interval tancat [0,1]. Cada punt de X es pot identificar amb una funció de C. Així, hom pot identificar X amb un subconjunt de [0,1]C, l'espai de totes les funcions de C en [0,1]. Com que aquest últim és compacte pel teorema de Tychonoff's, la clausura de X com a subconjunt d'aquell espai també és compacta. Aquesta és, precisament, la compactificació de Stone-Čech.

## Espai projectiu
L'espai projectiu real RPn és una compactificació de l'espai euclidià Rn. Per a cada possible "direcció" en la qual poden "escapar" els punts de Rn, hom afegeix un nou punt a l'infinit (això sí, identificant cada direcció amb la seva oposada). La compactificació d'Alexandroff de R construïda a l'exemple anterior és, de fet, homeomorfa a RP¹. Cal notar, però, que el pla projectiu RP² no és la compactificació d'Alexandroff del pla the R², ja que cal afegir més d'un punt.
L'espai projectiu complex CPn també és una compactificació de Cn; la compactificació d'Alexandroff del pla C és homeomorfa a la recta projectiva complexa CP¹, que al seu torn es pot identificar amb una esfera, l'esfera de Riemann.
El pas a l'espai projectiu és una eina comuna en geometria algebraica, perquè els punts de l'infinit que s'afegeixen fan que molts teoremes tinguin una formulació més senzilla. Per exemple, a RP², dues rectes qualssevol s'intersecten en un punt exactament, cosa que no sempre és certa a R². Més en general, el teorema de Bézout, fonamental en la teoria de la intersecció, és cert en l'espai projectiu però no pas en l'espai afí. Aquest comportament diferent que tenen les interseccions en l'espai afí i en l'espai projectiu té el seu reflex en el camp de la topologia algebraica, en concret pel que fa als anells de cohomologia: la cohomologia de l'espai afí és trivial, mentre que la cohomologia de l'espai projectiu és no trivial i representa les característiques bàsiques de la teoria de la intersecció (dimensió i grau d'una subvarietat algebraica, on la intersecció és dual en el sentit de Poincaré del producte cup).
La compactificació dels espais de mòduls requereixen, en general, que es considerin certs casos degenerats, com per exemple permetre certes singularitats o varietats reductibles. Aquest concepte s'empra a bastament en la compactificació de Deligne–Mumford per l'espai de mòduls de corbes algebraiques.

## Compactificació i subgrups discrets de grups de Lie
En l'estudi dels subgrups discrets dels grups de Lie, l'espai quocient de classes laterals és sovint un candidat a formar una compactificació que conservi una estructura més rica que la simplement topològica.
Per exemple, es pot definir una compactificació de corbes modulars mitjançant l'addició de punts individuals a cada cúspide, convertint-les així en superfícies de Riemann (i per tant, com que són compactes, corbes algebraiques). Aquí, les cúspides juguen un rol important: la corba parametritza un espai de reticles, i aquests reticles poden degenerar ('anar a l'infinit'), sovint de diferents formes. Les cúspides representen aquestes 'direccions cap a l'infinit'.
En l'espai euclidià n-dimensional, hom es pot plantejar les mateixes qüestions, per exemple sobre SO(n)\SLn(R)/SLn(Z); existeixen diferentes versions de compactificació, com ara la compactificació de Borel-Serre, la compactificació de Borel-Serre reductiva, i les compactificacions de Satake.